# Ceratozamia mirandae
Ceratozamia mirandae — вид голонасінних рослин класу саговникоподібні (Cycadopsida).
Видовий епітет вшановує мексиканського ботаніка Фаустіно Міранду (Faustino Miranda).

## Опис
Ця рослина середнього розміру, з циліндровим стеблом довжиною 32–105 см, від 19,4 до 28 см в діаметрі. Перисті листки, довжиною 115—189 см, розташовані в кроні на стеблі. Кожен лист, оснащений 49–82 парами фрагментів від 26,5 до 45 см довжиною. Чоловічі шишки циліндричної форми, довжиною від 26,5 до 57 см і діаметром від 4,2 до 7,7 см. Жіночі шишки довжиною 26–48 см і мають діаметр 8,2 до 12,7 см. Насіння яйцевиде, 2,3–2,7 см завдовжки; вкрите білою шкіркою, яка стає вершковою, коли досяга зрілості. Диплоїдний набір — 8 пар хромосом.

## Поширення, екологія
Країни поширення: Мексика (Чьяпас, Оахака). Рослини знаходяться на крутих схилах в сосново-дубових рідколіссях.

## Загрози та охорона
Le Sepultura Biosphere Reserve перекриває ареал цього виду.